# Lead Me On
«Lead Me On» es una canción interpretada por la cantante británica Maxine Nightingale. Fue publicada el 25 de agosto de 1978 como el sencillo principal de su tercer álbum de estudio, Love Lines.

## Recepción de la crítica
Un escritor no especificado de la revista Cash Box describió «Lead Me On» como “una balada delicada que recuerda el trabajo de Olivia Newton-John” con “buen canto y un arreglo gustoso”.

## Créditos y personal
Créditos adaptados desde las notas de álbum de Love Lines.
Músicos
- Maxine Nightingale – voz principal y coros
- Ray Parker, Jr. – guitarra, coros
- Larry Tolbert – batería
- Denny Diante – percusión
- Paulinho da Costa – percusión
- David Foster – teclados
- Michel Colombier – sintetizador
- Alle Willis, Arnell Carmichael, Jerry Knight, Julia Tillman, Maxine Willard, Oren Waters – coros

Personal técnico
- Denny Diante – productor
- Michel Banon – productor asistente
- Ron Malo – ingeniero de audio
- Jeff Samuels – A&R, coordinador
- Michel Colombier – arreglos
- Bob McCloud – masterización

## Posicionamiento

### Gráfica semanal
| Gráfica (1979)                                              | Pico de posición |
| ----------------------------------------------------------- | ---------------- |
| Australia (Kent Music Report)                               | 58               |
| Canadá (RPM Top Singles)                                    | 2                |
| Estados Unidos (Billboard Hot 100)                          | 5                |
| Estados Unidos (Billboard Adult Contemporary)               | 1                |
| Estados Unidos (Billboard Hot R&B/Hip-Hop Songs)            | 37               |
| Estados Unidos (Cashbox Top 100)                            | 5                |
| Estados Unidos (Cashbox Top 100 Black Contemporary Singles) | 45               |
| Nueva Zelanda (Recorded Music NZ)                           | 8                |

### Gráfica de fin de año
| Gráfica (1979)                                | Pico de posición |
| --------------------------------------------- | ---------------- |
| Canadá (RPM Top Singles)                      | 4                |
| Estados Unidos (Billboard Hot 100)            | 24               |
| Estados Unidos (Billboard Adult Contemporary) | 3                |
| Estados Unidos (Cashbox Top 100)              | 48               |

| Gráfica (1980)                                | Pico de posición |
| --------------------------------------------- | ---------------- |
| Estados Unidos (Billboard Adult Contemporary) | 8                |

## Certificaciones y ventas
| País                  | Certificación | Ventas  |
| --------------------- | ------------- | ------- |
| Estados Unidos (RIAA) | Oro           | 500,000 |